# Walerij Triegubow
Walerij Grigorjewicz Triegubow (ros. Валерий Григорьевич Трегубов, ur. 19 marca 1942 w Krasnodarze, zm. w 23 grudnia 1974 w Ułan Ude) – radziecki bokser, dwukrotny mistrz Europy.
Zwyciężył w kategorii lekkośredniej (do 71 kg) na mistrzostwach Europy w 1969 w Bukareszcie. Na następnych mistrzostwach Europy w 1971 w Madrycie powtórzył ten sukces i ponownie został mistrzem Europy. Wystąpił na igrzyskach olimpijskich w 1972 w Monachium, gdzie po wygraniu jednego pojedynku przegrał następny z Alanem Minterem z Wielkiej Brytanii.
Triegubow był mistrzem ZSRR w wadze lekkośredniej w 1969, 1970 i 1972, wicemistrzem w wadze półśredniej (do 67 kg) w 1964 i w wadze lekkośredniej w 1968 oraz brązowym medalistą w wadze półśredniej w 1965 i w wadze lekkośredniej w 1966. Jego głównymi rywalami w ZSRR byli Boris Łagutin i Wiktor Agiejew.
W 1971 Triegubow otrzymał tytuł Zasłużonego Mistrza Sportu. Zmarł tragicznie w grudniu 1974, uderzony nożem w plecy, gdy próbował rozdzielić uczestników bójki.